# Steve Martini
Steve Martini (San Francisco, 1946) è un avvocato e scrittore statunitense, specializzato in legal-thriller.

## Biografia
Cresciuto nella Bay Area di San Francisco e nella California del sud, prima di diventare scrittore a tempo pieno ha lavorato come giornalista, specializzandosi in tematiche legali. 
Si è laureato in legge alla McGeorge School of Law dell'Università del Pacifico.

## Opere[2]

### Serie con Paul Madriani
- Prova schiacciante (Compelling Evidence)[3] (1992)
- Testimone chiave (Prime Witness)[3] (1993), tradotto in italiano unicamente in versione audiolibro
- Influenza indebita (Undue Influence)[3] (1994)
- Il giudice (The Judge)[3] (1996), traduzione di Anna Maria Raffo, TEA su licenza Longanesi, 1999. ISBN 887818585X
- L'avvocato (The Attorney)[3] (2000)
- L'imputato (The Jury)[3]  (2001)
- Chiamata in giudizio (The Arraignment)[3] (2003)
- Doppio bersaglio  (Double Tap)[3] (2005)
- Shadow of Power (2008)
- La testimone scomoda (Guardian of Lies)[3] (2009)
- The Rule of Nine (2010)
- Trader of Secrets (2011)
- The Enemy Inside (2015)

### Altri romanzi
- The Simeon Chamber (1988)
- La classifica (The List)[3] (1997)
- Punto di fusione (Critical Mass)[3] (1998)